# Ibirapuera
O Ibirapuera é um bairro nobre localizado na região centro-sul da capital paulista, no distrito de Moema, e cortado pela Avenida Indianópolis.
Limita-se com os bairros de: Paraíso, Vila Nova Conceição e Jardim Lusitânia e a região dos Jardins.

## História

### Topônimo
Ibirapuera na língua tupi (ybyrá + pûer + -a) significa "árvores velhas".
Era uma região alagadiça, que fora parte de uma aldeia indígena na época da colonização. No século XIX predominavam chácaras e pastagens na área, assim como nos futuros bairros vizinhos.
A primeira edificação da região foi construída em 1822, sendo uma sede de fazenda. Essas propriedades rurais perduraram até o ano de 1922, quando houve um loteamento da região, tornando-a urbana. O desenvolvimento do bairro ocorreu na década de 1940, quando houve a construção da Avenida Santo Amaro, em substituição à antiga estrada de rodagem que ligava o então município Santo Amaro à cidade de São Paulo.
O nome Ibirapuera é usado pelo subdistrito formado em 1935, quando o município de Santo Amaro foi incorporado. Compreendia o distrito policial do Brooklin. Originalmente se estendia do Morumbi ao Jabaquara. Em 1964 foi criado o subdistrito do Jabaquara, que se formou com parte do subdistrito da Saúde e parte do subdistrito do Ibirapuera. Em 1991, houve a nova divisão da cidade em distritos. Permaneceu a divisão anterior nos cartórios de registro civil. O subdistrito do Ibirapuera se estende desde o Real Parque e a Fazenda Morumbi no Morumbi, incluindo o Brooklin e o Campo Belo, até parte da Vila Guarani e do Parque Jabaquara, no Jabaquara.
A partir da inauguração do Parque Ibirapuera no ano de 1954, durante o IV Centenário da cidade, houve a edificação de importantes pontos do município no bairro, tais como: o Comando Militar do Sudeste, o Ginásio do Ibirapuera e a Assembleia Legislativa do Estado de São Paulo, além de marcos históricos, a exemplo do Obelisco dos Revolucionários de 1932 e do Monumento às Bandeiras.

## Atualidade
Sua área é ocupada majoritariamente por grandes equipamentos públicos, como: o Parque do Ibirapuera, o Instituto de Cardiologia Dante Pazzanese, a Assembleia Legislativa de São Paulo e o Complexo Esportivo Constâncio Vaz Guimarães, além de grandes áreas institucionais, como: o Círculo Militar, o Instituto de Engenharia, o Comando Militar do Sudeste, o Forte do Ibirapuera, dentre outros.
O uso residencial está restrito a algumas quadras do bairro, onde destacam-se edifícios de alto-padrão, sendo uma "Zona de Valor A", classificação do CRECI, tal como: Real Parque, Jardim América e Perdizes. Estes edifícios concentram-se nas proximidades das ruas: Curitiba, Joinville, Tumiaru e Pirapora.
Devido às suas instituições culturais Ibirapuera é um bairro turístico, e sedia um museu, o Museu de Arte Contemporânea de São Paulo, que foi instalado no antigo Detran.